# 東京都旗
東京都旗（とうきょうとき）は、日本の都道府県の一つ、東京都の旗。
本項では旗に図示されている東京都章（とうきょうとしょう）、正式名称・東京都紋章（とうきょうともんしょう）並びに前身の東京府が定めていた東京府章（とうきょうふしょう）についても解説する。

## 都章・都旗

東京都紋章（旧東京市紋章）

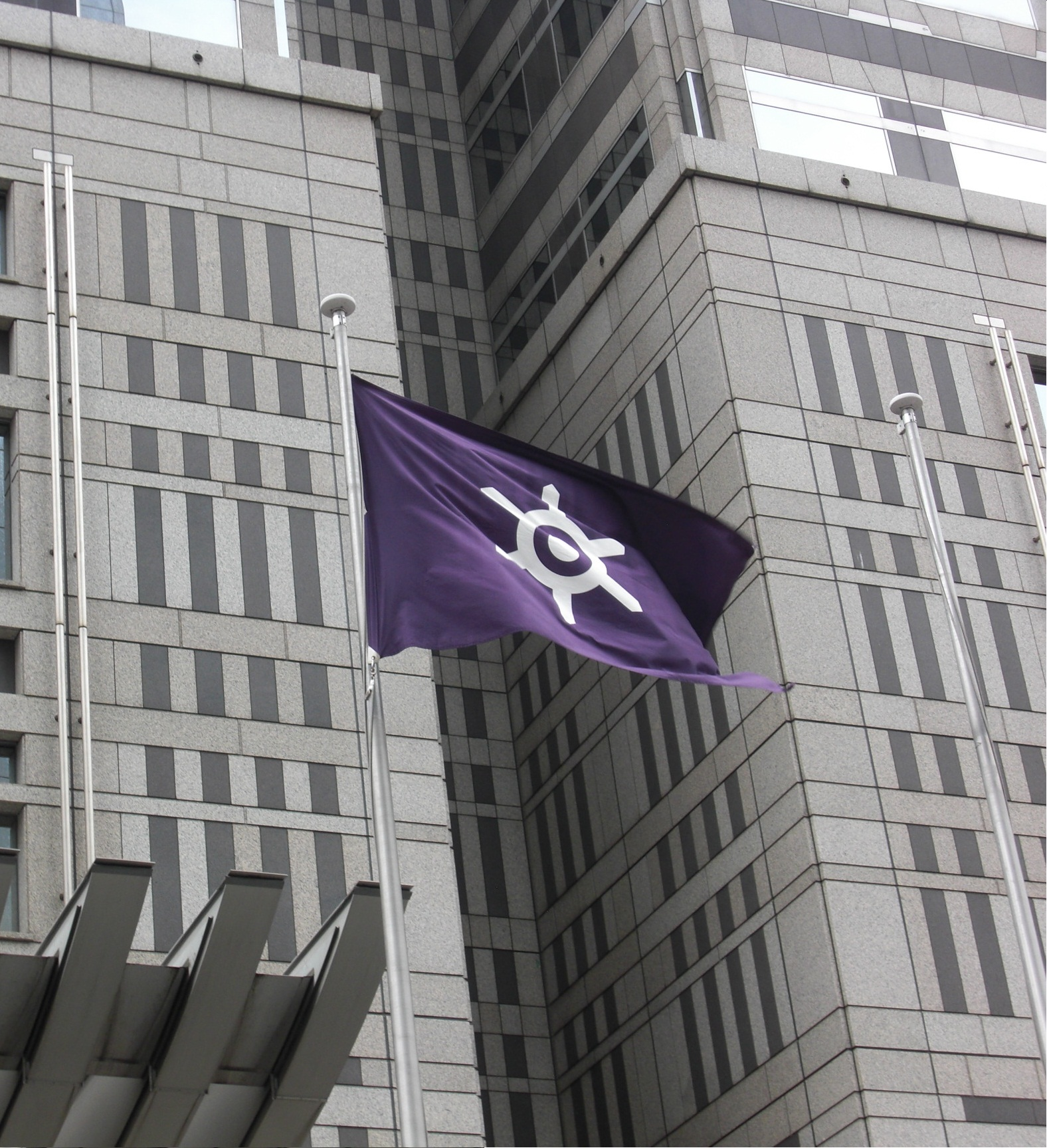
東京都庁第二本庁舎前に掲揚される都旗

デザインの発案者は東京市参事会員の渡辺洪基とされ、1889年（明治22年）12月の市制特例施行に合わせ東京市紋章として制定された。「日」「本」「東」「京」の漢字4文字を太陽から六方向に光が差すイメージで図案化し、「日本の首都・中心地」としての東京を表し、その発展を願う意図が込められている。
現在使用されている都道府県章のデザインとしては1909年（明治42年）制定の千葉県章よりも20年古く、最古である。ただし（旧市紋章を継承する形での）東京都紋章としては、東京市と東京府が廃止されて東京都制が敷かれた後の1943年（昭和18年）11月8日に、東京都告示第464号によって制定された。
東京都旗は江戸のイメージカラーである江戸紫の地に都章を配したもので、東京オリンピック（第18回夏季大会）開幕直前の1964年（昭和39年）10月1日に東京都告示第1042号として制定された。著作権法の規定により、2015年（平成27年）1月1日より配色を含めてパブリックドメインとなっている。

### 現状
1990年代以降は1989年（平成元年）に制定されたシンボルマークや白地に緑色のシンボルマークを配したシンボル旗の方が多く用いられているため、一般に都章を見る機会は減少している。しかし、東京都立大学や都立高等学校の入学式・卒業式などの式典では、シンボル旗ではなく都旗が掲揚されている。
東京都の説明では、都章の公共施設・機関における使用基準は「歴史的保存物で芸術性が高いもの、保存すべきもの」「歴史、伝統を表現する必要があるもの」「在庫、耐用年数、使用状況を勘案して、尚いっそう一定期間使用する必要があるもの」のいずれかに該当するものとされている。現在では主に東京都区部（23区）で設置されているマンホールの蓋や、設置時期の古いカントリーサインで都章を確認できる。
なお東京都交通局では都章を若干変形させた「局紋」を、前身である東京市電気局の創設時から使用しており、1990年代半ばにシンボルマークが制定されるまでは、広く一般的に使用・掲示されていた。シンボルマーク制定後は使用機会が激減したが、その後も都営地下鉄や都営バス、都電荒川線、日暮里・舎人ライナーで発行されている乗車券の地紋や、都電荒川線9000形電車の車体側面装飾などで見ることができる。

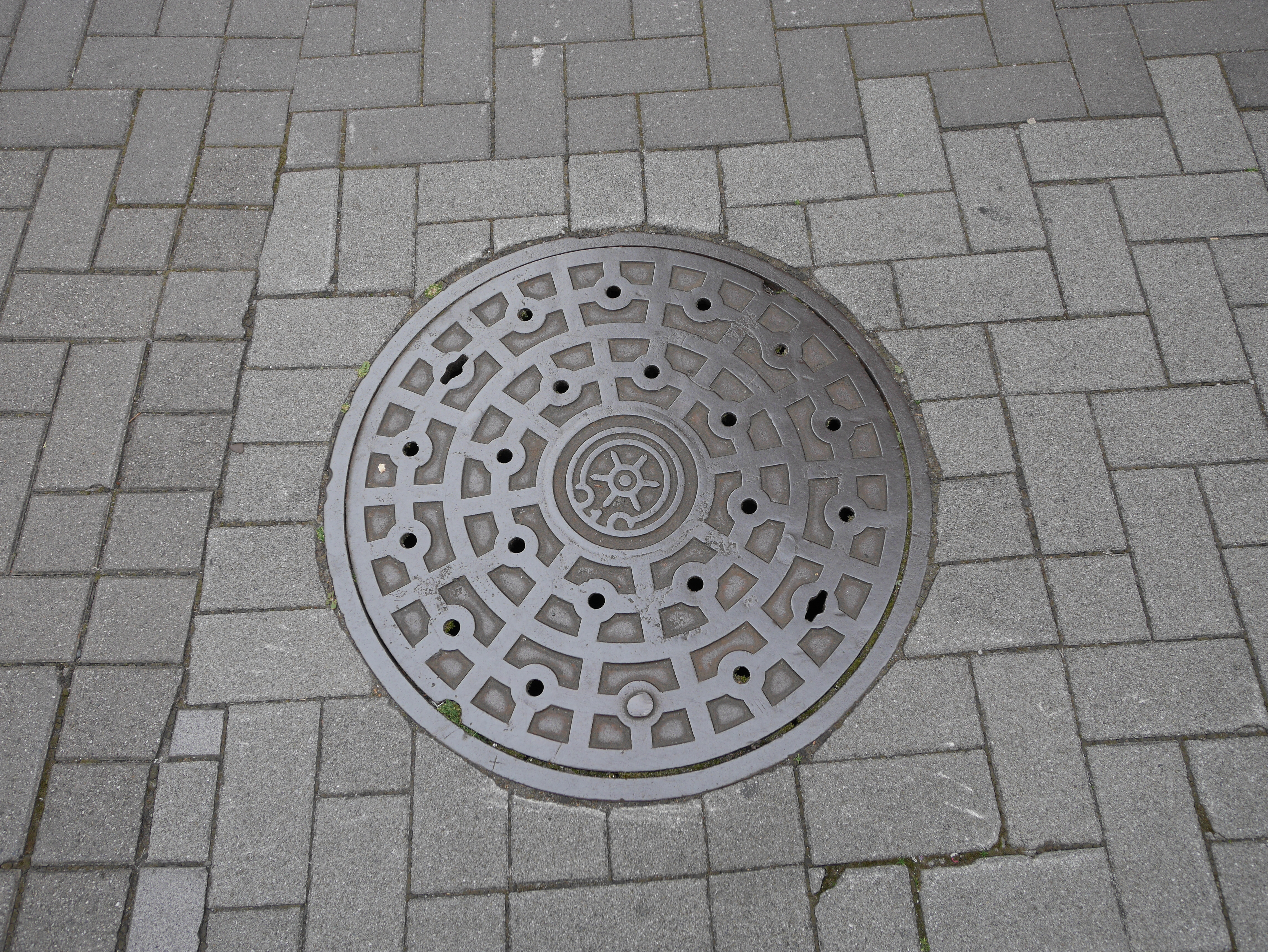
マンホールの蓋（世田谷区北沢）
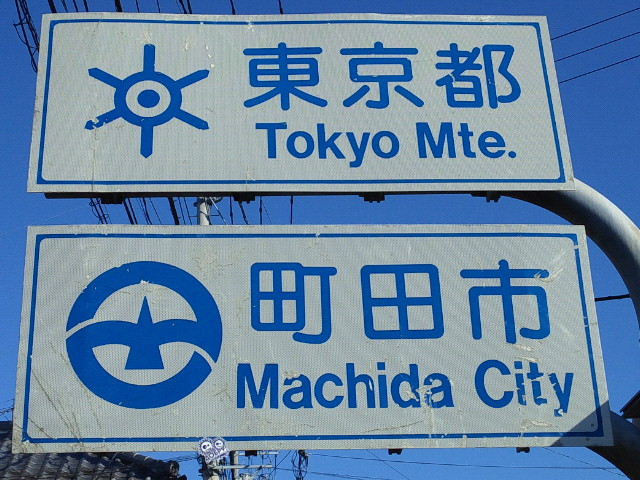
カントリーサインでの使用例
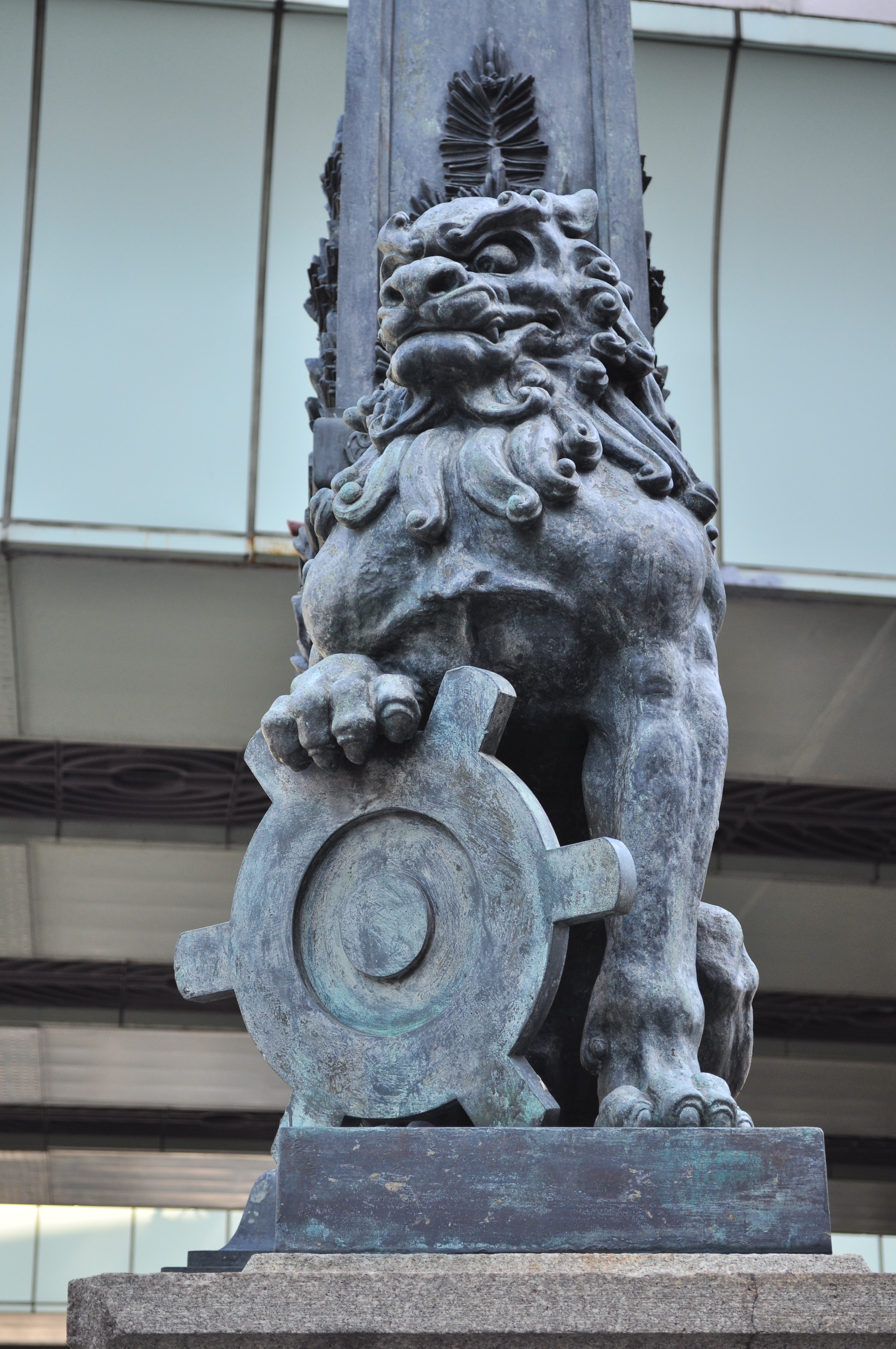
日本橋親柱の獅子像と市章（中央区）
東京都交通局の局紋
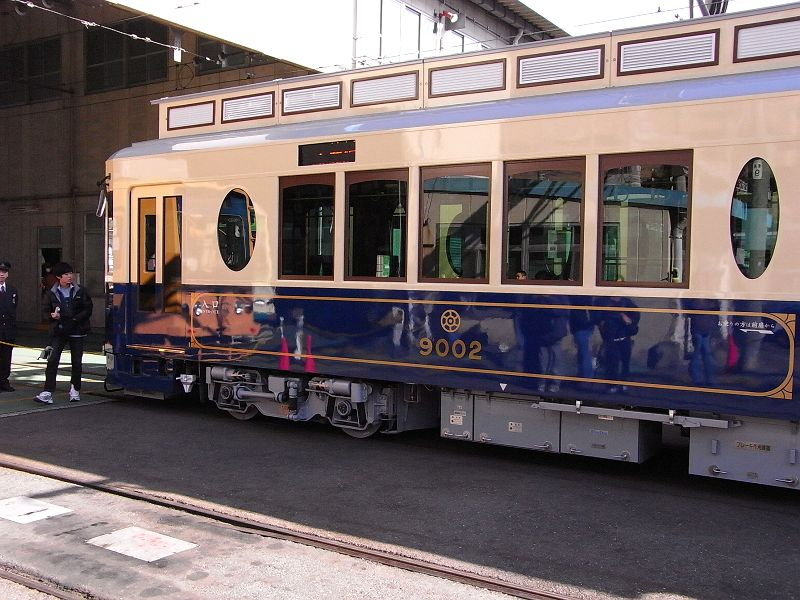
都電荒川線9000形（車体側面に局章）

## 東京府章
東京都に継承された東京市紋章とは別に、東京府章も1931年（昭和6年）に制定されていた。制定以前は「東」の1文字を円で取り囲んだ意匠が使用されていたが「新時代の新味を加へたい」としてデザインの公募を実施し、その入選作品を補正したものである。
1943年（昭和18年）7月の東京都制施行時に東京市紋章への一本化が図られたことにより、廃止された。この時期までに府道として整備された都道では、21世紀に入っても府章が中央に配置されたマンホールの蓋がごく稀に見られる場合がある。

東京府章（1931 - 1943年）
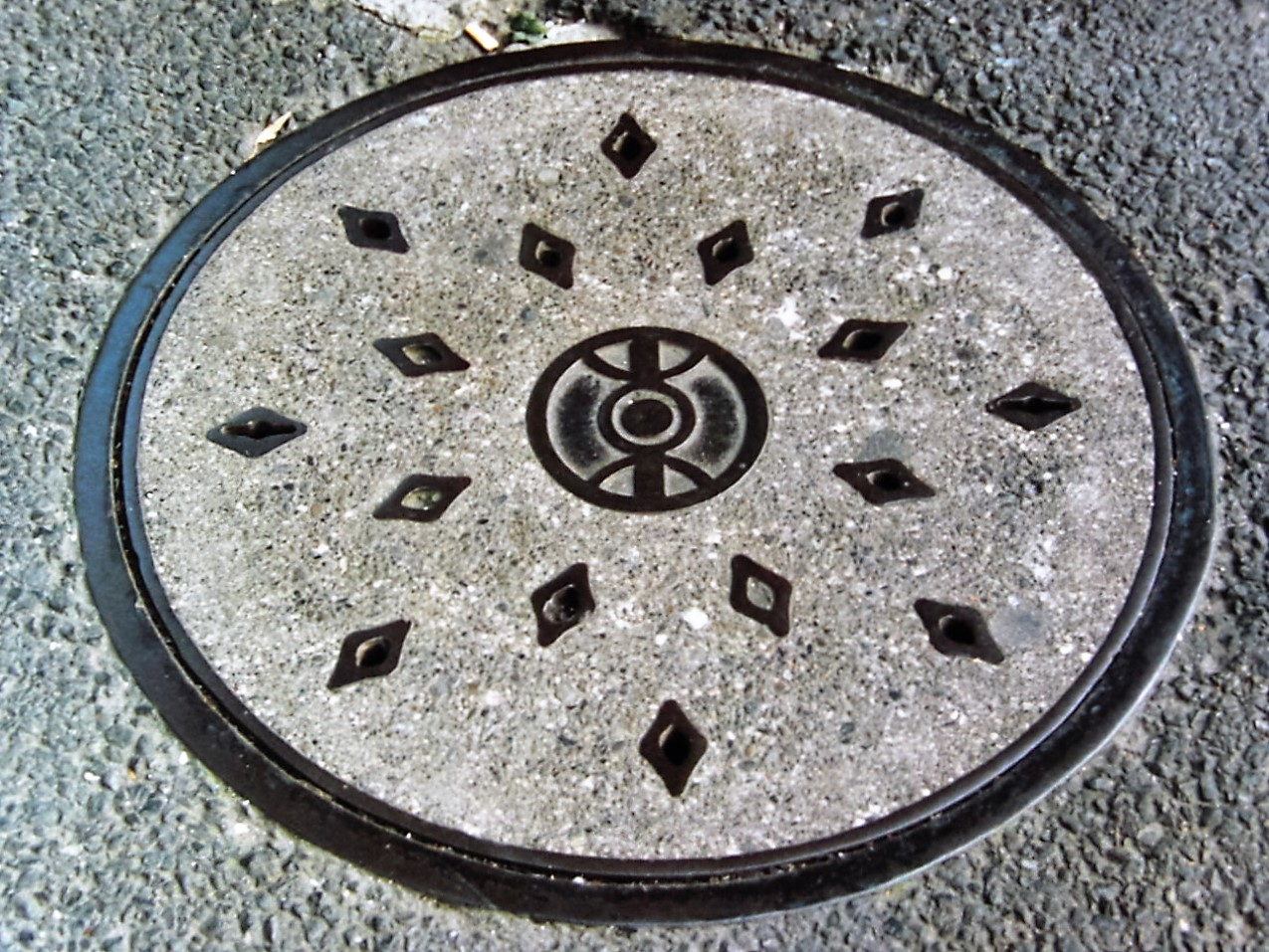
府章が残るマンホールの蓋（新宿区、1991年撮影）